# MAYAir

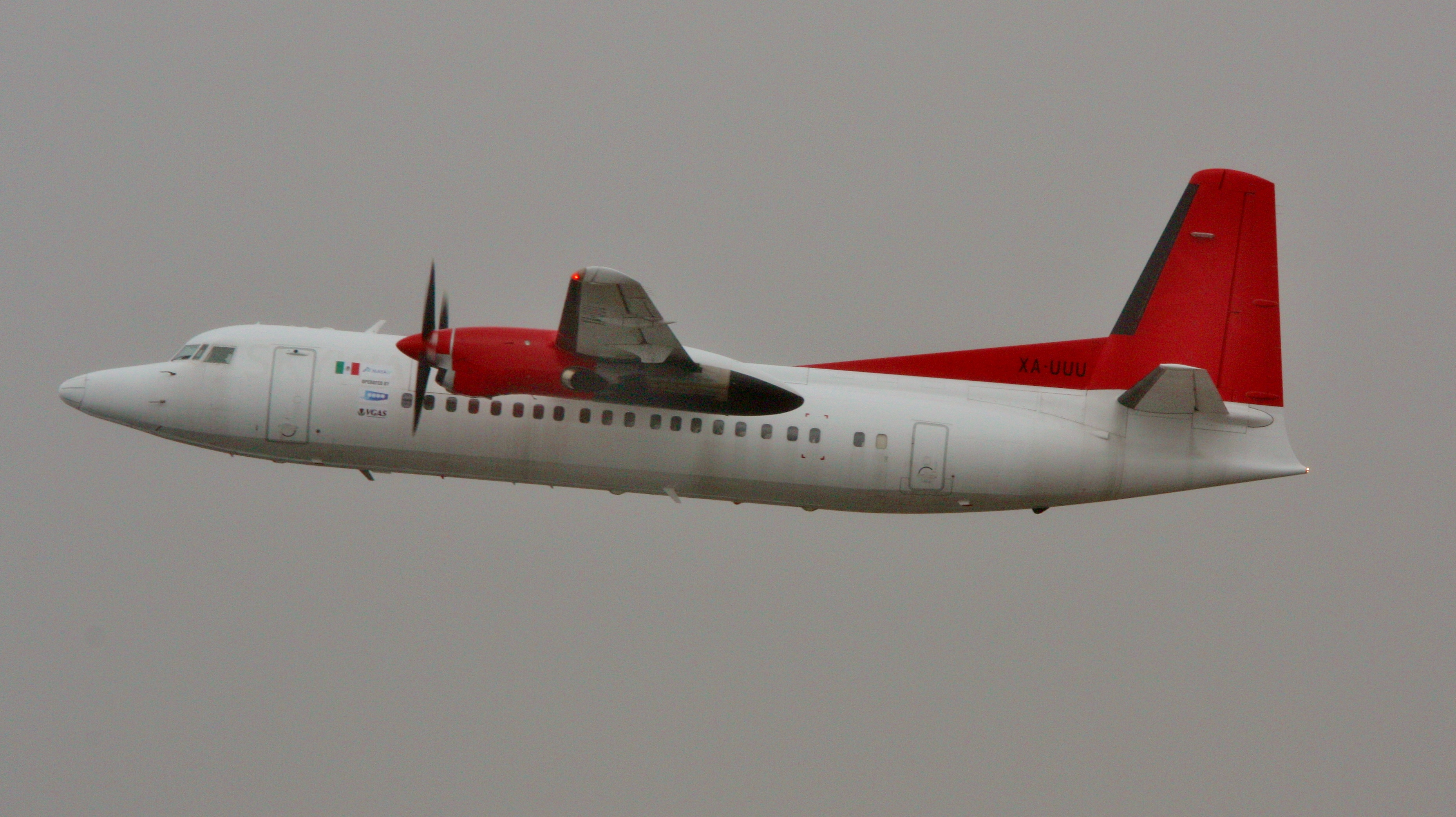

MAYAir est une compagnie aérienne régionale basée à Cancún, au Mexique. Sa base principale est l'aéroport international de Cancún.

## Histoire
Fondée en 1994, MAYAir exploitait à l'origine des vols charters. En février 2009, la compagnie aérienne est devenue une compagnie régionale desservant la ligne Cancún - Cozumel avec six allers et retours quotidiens sur des avions Dornier 228 à 19 passagers. Cette liaison était exploitée conjointement avec Lomas Travel Group, une société de gestion de destinations axée sur Cancun et la Riviera Maya. 

## Destinations
MAYAir exploite les services suivants (à partir de mai 2019):  
- Mexique
  - Cancún - Aéroport international de Cancún
  - Chetumal - Aéroport international de Chetumal
  - Cozumel - Aéroport international de Cozumel
  - Mérida - Aéroport international de Mérida
  - Villahermosa - Aéroport international de Villahermosa

## Flotte
La flotte de MAYAir comprend les avions suivants (à compter de mai 2019),: 
| Avion            | Total | Passagers | Notes |
| ---------------- | ----- | --------- | ----- |
| Cessna 206       | 1     | 5         |       |
| Cessna 402       | 1     | 9         |       |
| Dornier 228-202K | 1     | 19        |       |
| Dornier 228-212  | 2     | 19        |       |
| Fokker F50       | 3     | 50        |       |
| Total            | 8     |           |       |